# Trökörna socken
Trökörna socken i Västergötland ingick i Viste härad, ingår sedan 1971 i Grästorps kommun och motsvarar från 2016 Trökörna distrikt.
Socknens areal är 42,51 kvadratkilometer varav 42,34 land. År 2000 fanns här 402 invånare.  Godset Thamstorp samt sockenkyrkan Trökörna kyrka ligger i socknen.

## Administrativ historik
Socknen har medeltida ursprung. 
Vid kommunreformen 1862 övergick socknens ansvar för de kyrkliga frågorna till Trökörna församling och för de borgerliga frågorna bildades Trökörna landskommun. Landskommunen uppgick 1952 i Grästorps landskommun som 1971 ombildades till Grästorps kommun.
1 januari 2016 inrättades distriktet Trökörna, med samma omfattning som församlingen hade 1999/2000.  
Socknen har tillhört län, fögderier, tingslag och domsagor enligt vad som beskrivs i artikeln Viste härad. De indelta soldaterna tillhörde Västgöta-Dals regemente, Livkompaniet och Västgöta regemente, Barne kompani.

## Geografi
Trökörna socken ligger söder om Grästorp med Nossan i öster. Socknen är en uppodlad slättbygd kring ån och är i övrigt en småkuperad  skogsbygd.

## Fornlämningar
Lösfynd och fyra hällkistor från stenåldern är funna. Från järnåldern finns två gravfält.

## Namnet
Namnet skrevs på 1330-talet Thräkyrna och kommer från kyrkbyn. Namnet innehåller thrä, 'tre' och kyrne, 'korn' med en möjlig tolkning 'den med tre olika sädesslag besådda åkern'.